# 平野義和
平野 義和（ひらの よしかず、1959年12月26日 - ）は、日本の声優、俳優、ナレーター。東京都府中市、板橋区出身。シグマ・セブン所属。

## 略歴
東京都府中市で生まれ、その後、板橋区に転居。
板橋区立三園小学校を経て板橋区立赤塚第二中学校に進学後、テニス部に所属して関東大会に出場して3位を取る。
高校時代はあまり学業にもはげまず、遊び歩いており両親の間でゴタゴタが絶えなかったようであったという。
東京都立志村高等学校卒業後、俳協付属養成所に入所することを決意したことからアルバイトをして金を貯めて同養成所に入所。
その頃、両親は離婚している。
同養成所卒業後、東京俳優生活協同組合に所属し、声優としての活動を始める。同養成所卒業してから1年半たってから『サイコアーマー ゴーバリアン』の主人公、イサム・ナポト役に抜擢された。

## 人物
ナレーターとしては、バラエティ番組からニュース番組まで多方面のテレビ番組で活躍している。
趣味はゴルフ、インテリア、観葉植物。資格は普通自動車免許。
倉庫の中の大きな荷物をフォークリフトで上げ下げして運ぶアルバイトをしていた。

## 出演

### ナレーション
- ホットバージョン

#### 現在放送中の番組
- ザ!鉄腕!DASH!!（日本テレビ系）
- 満天☆青空レストラン（日本テレビ系、2009年4月 - ）
- news every.（日本テレビ、「特集.」コーナー、2010年4月 - ）
- ワイド!スクランブル（テレビ朝日系、ニュース・特集）
- クイズプレゼンバラエティー Qさま!!（テレビ朝日系）
- スーパーJチャンネル（テレビ朝日系、旨っ金曜ランチ）
- ニンゲン観察バラエティ モニタリング（TBS系）
- 明日への扉（CS・ディスカバリーチャンネル）

#### スペシャルおよび単発枠
- なるほど!ザ・ワールド（フジテレビ系）
- 夢対決!とんねるずのスポーツ王は俺だ!スペシャル（毎年正月に放送、テレビ朝日系）
- 激録!交通警察24時（テレビ朝日系、2005年 - ）
- 列島異変（テレビ朝日系）
- 恐怖のアポなし訪問者 和田アキ子の今晩泊めろよコノヤロー!（TBS系）
- 情報整理バラエティ ウソバスター（テレビ朝日系）
- 主治医が見つかる診療所（テレビ東京系、レギュラー放送は2006年4月から2008年9月まで、以後は単発特番として放送中）
- 世界を変えるテレビ（日本テレビ系）
- スタジオジブリ「思い出のマーニー」公開記念SP 北海道思い出発見ツアー!（日本テレビ系）
- ナイナイのお見合い大作戦!（TBS系、2018年 - ）
- 究極クイズつくります（日本テレビ系、2022年1月16日）

#### 今まで担当した番組

##### NHK
- 知るを楽しむ・この人この世界（川淵三郎編、教育テレビ、2006年4月 - 5月）
- 新感覚ゲーム　クエスタ （NHK総合、2010年4月 - 2011年4月 ）
- イッピン（NHK BSプレミアム・総合、2012年10月 - ）

##### 日本テレビ系
- スーパーテレビ情報最前線・新幹線100のヒミツ、山手線100のヒミツ
- 火曜サスペンス劇場 警視庁鑑識班シリーズ（予告ナレーション）
- アリゾナの魔法
- ダウンタウンのガキの使いやあらへんで!!
- 唐沢寿明Presents 記憶のチカラ
- 生命遺産・生命のチカラ
- 仰天!絶句!想定外!前田知洋最強マジック このトリックを見抜けるか!
- 世界の超決定的瞬間シリーズ
- 全国高等学校クイズ選手権（2006年・2007年）
- 極上の月夜→ゲツヨル!（2006年10月 - 2007年6月）
- TheサンデーNEXT（2008年10月5日 - 2011年3月27日）

##### TBS系
- 突然バラエティー速報!!COUNT DOWN100（1993年、#14のオープニングナレーション）
- ビートたけしの緊急警告スペシャル・やってはいけない
- ザ・プライスハンター
- ザ・ブレインサミット3 あなたは欲しい？欲しくない？暮らしを変える大研究SP（毎日放送制作）
- 驚き!未確認ニュース（毎日放送制作、2007年1月14日放送）
- 元気の源泉（ - 2009年9月26日終了）
- 月曜ゴールデン 警視庁鑑識課〜南原幹司の鑑定〜シリーズ（予告ナレーション）
- 世界ふしぎ大冒険!TBS60年の貴重映像を大公開〜もう見られない世界・幻の瞬間（2018年3月17日）
- 1番だけが知っている（2018年10月 - 2020年3月）

##### フジテレビ系
- ウソ800
- さんま・玉緒・美代子の知ってた!?こんなメキシコの旅
- 芸能人プライベートマル秘ジャーニー!!（関西テレビ制作、2007年1月14日放送）
- 海筋肉王 〜バイキング〜
- FNNスーパーニュース（フジテレビ、不定期で特集コーナーを担当）
- ウォーターボーイズ完全保存版 もう1つの最終回SP（2003年12月放送）
- 潜在能力テスト（フジテレビ系）
- バカリサーチ社（テレビ西日本制作、2024年9月8日放送）

##### テレビ朝日系
- ゲームカタログII
- 藤岡弘、探検隊シリーズ
- ドスペ!
  - 小倉智昭の特命調査隊!国民は怒っているぞ!血税バラまき真相SP
  - ギリギリ映像大放出!カメラが見た決定的瞬間!（2006年7月21日放送）
- 黒柳徹子・韓国お出かけスペシャル
- 超豪華!女子プロ花の6人娘ゴルフ対決!!（2007年1月7日放送）
- すくいず!『スポ★カジ』
- 頑張る人応援バラエティ 体育の時間（2007年10月 - 2008年2月）
- スーパーJチャンネル
- もしものシミュレーションバラエティー お試しかっ!（テレビ朝日系、3時間スペシャル時のみ。主に竹山チームのアナウンスをした。）
- ぶっちゃけ寺&Qさま!!豪華2本立て3時間スペシャル（2016年9月5日）
- 関ジャニ∞のTheモーツァルト 音楽王No.1決定戦
- chouchou（2017年4月16日 - 2019年1月20日）

##### テレビ東京系
- おいしい情報の楽園
- 月曜エンタぁテイメント
- 愛の貧乏脱出大作戦3時間スペシャル!（2010年10月4日）
- 女神のキセキ（2010年10月 - 2011年3月）
- 世界の衝撃映像の現場に突撃!危ないからヤメなさいっ!（2014年8月30日）
- 世界の衝撃ストーリー
- あなたの常識大逆転!くらべる歴史SHOW 信長・秀吉・家康SP（2018年3月17日）
- ソクラテスのため息〜滝沢カレンのわかるまで教えてください〜（テレビ東京、2019年10月 - ）
- 出没!アド街ック天国（テレビ東京系）

### テレビドラマ
- 太陽にほえろ!
  - 第524話「ラガーのラブレター」（1982年）
  - 第548話「金曜日に会いましょう」（1983年）
  - 第576話「刑事・山さん」（1983年）
  - 第599話「殺人者ラガー」（1984年）
  - 第606話「マミーの挑戦」（1984年）
  - 第654話「二度泣いた男」（1985年）
  - 第679話「ホラ吹きの街」（1986年）
- おしん（1983年）
- 天まであがれ!2（第6話）
- 事件記者チャボ!（第5話、記者C）
- 私鉄沿線97分署（第5話）
- 特捜最前線（第456話）

### テレビアニメ
1983年
- 機甲創世記モスピーダ（ケン、若者D、サム）
- サイコアーマー ゴーバリアン（イサム・ナポト）
- 亜空大作戦スラングル（ヒロ）
- ナイン シリーズ（1983年 - 1984年、山中二郎） - 2シリーズ

1984年
- あした天気になあれ（香取）
- 宗谷物語（高志）
- 超時空騎団サザンクロス（サイフリート・ヴァイス）
- 超攻速ガルビオン（ジョニー）
- Dr.スランプ アラレちゃん
- 牧場の少女カトリ（青年、車掌）

1985年
- 機動戦士Zガンダム（ノーマン）

1986年
- キャプテン翼（次藤）

1987年
- エスパー魔美（富山高志、追手B、記者、消防士、アナウンサー）

1989年
- 戦え!超ロボット生命体 トランスフォーマーV（ダッシュタッカー、ウェーバー）
- 笑ゥせぇるすまん（熊井勇）

2018年
- 深夜!天才バカボン（実況アナウンサー）

### 劇場アニメ
- キャプテン翼 明日に向かって走れ!（1986年、次藤[11]）
- キャプテン翼 世界大決戦!! Jr.ワールドカップ（1986年、次藤）
- バツ&テリー（1987年、邦男）

### OVA
- 銀河英雄伝説外伝 千億の星、千億の光（1998年、サレ・アジズ・シェイクリ）

### ゲーム
- キャプテン翼（2006年、次藤洋）※PlayStation 2版
- キャプテン翼 〜たたかえドリームチーム〜（2017年、次藤洋[12]）

### 吹き替え
- スヌーピーとチャーリー・ブラウン（リーラン、男子A）

### その他コンテンツ
- こどもにんぎょう劇場「すてられたせんたくばさみ」（放送年不明）
- TV-CM：ソフトバンクモバイル・AQUOSケータイ（ナレーション、2006年）
- TV-CM：TOKIOアルバム・Harvest（ナレーション、2006年）
- TV-CM：AEON・初売り&ビッグビッグバーゲン（ナレーション、2007年）
- 東京国立博物館「対決 巨匠たちの日本美術」音声ガイド（仁清、2008年）
- TV-CM：牛角企業CM（ナレーション、2009年）
- TV-CM：ドミノ・ピザ（ナレーション）
- TV-CM：小林製薬「トクホイージーファイバー 食物繊維篇」（ナレーション、2017年現在）
- メーデー!:航空機事故の真実と真相（ナショナルジオグラフィックチャンネル） - 日本語ナレーション（初期シリーズのみ）
- BS松竹東急をリモコンにプリセットで設定（SONYの場合）（ナレーション、2023年）